# Alone II: The Home Recordings of Rivers Cuomo
Alone II: The Home Recordings of Rivers Cuomo és un àlbum compilatori de Rivers Cuomo, líder de Weezer. Fou publicat el 25 de novembre de 2008 com una seqüela d'Alone: The Home Recordings of Rivers Cuomo.
Cuomo acumulava gran quantitat de cançons enregistrades en diferents èpoques però mai publicades, es parlava d'unes 800 cançons. Malgrat que va començar a posar-les a disposició dels seus seguidors a través d'Internet, l'any 1998 va pensar a compilar algunes d'aquestes cançons en un àlbum i va presentar la idea a la companyia discogràfica. Els responsables li van desaconsellar la idea per tal de no afectar la marca Weezer. A més, entre Cuomo i Geffen Records hi havia un conflicte legal, ja que el segell considerava que posseïen els drets de totes les demos d'aquesta època perquè estaven dins el contracte amb Weezer, mentre que Cuomo considerava que eren gravacions pròpies i no de Weezer. Cuomo no va desistir en la idea de llançar aquest treball i després de molts anys de negociació amb la discogràfica va aconseguir el seu objectiu.
El desembre de 2007 va aconseguir publicar el seu primer treball en solitari titulat Alone: The Home Recordings of Rivers Cuomo que contenia un total de 18 cançons. Degut a la bona rebuda que va tenir aquesta compilació, Cuomo va decidir realitzar una nova selecció de cançons que tenia emmagatzemades per publicar una nova compilació.
La portada de l'àlbum és un retrat fotogràfic del mateix Cuomo de quan estudiava a l'institut.

## Llista de cançons
Totes les cançons foren escrites i compostes per Rivers Cuomo, excepte les indicades. 
| Núm.          | Títol                                        | Composició                    | Durada |
| ------------- | -------------------------------------------- | ----------------------------- | ------ |
| 1.            | «Victory on the Hill»                        |                               | 0:50   |
| 2.            | «I Want to Take You Home Tonight»            |                               | 3:56   |
| 3.            | «The Purification of Water»                  |                               | 3:56   |
| 4.            | «I Was Scared»                               |                               | 2:54   |
| 5.            | «Harvard Blues»                              | Cuomo, Professor Nancy Yousef | 0:31   |
| 6.            | «My Brain Is Working Overtime»               |                               | 3:27   |
| 7.            | «I Don't Want to Let You Go»                 |                               | 3:46   |
| 8.            | «Oh Jonas»                                   |                               | 0:26   |
| 9.            | «Please Remember»                            |                               | 0:37   |
| 10.           | «Come to My Pod»                             |                               | 1:31   |
| 11.           | «Don't Worry Baby» (Beach Boys Cover)        | Brian Wilson/Roger Christian  | 2:58   |
| 12.           | «The Prettiest Girl in the Whole Wide World» |                               | 2:44   |
| 13.           | «Can't Stop Partying»                        | Cuomo, Jermaine Dupri         | 2:18   |
| 14.           | «Paper Face»                                 |                               | 3:20   |
| 15.           | «Walt Disney»                                |                               | 2:50   |
| 16.           | «I Admire You So Much»                       |                               | 0:46   |
| 17.           | «My Day Is Coming»                           |                               | 4:23   |
| 18.           | «Cold and Damp»                              |                               | 3:35   |
| 19.           | «I'll Think About You»                       |                               | 3:01   |
| Durada total: | Durada total:                                | Durada total:                 | 58:49  |

### Origen de les cançons
- La cançó 1 és instrumental de trompeta composta per Cuomo a finals de 1993.
- La cançó 2 fou enregistrada el 2002.
- Les cançons 3 i 11 foren enregistrades entre 1992 i 1993 abans del llançament de l'àlbum de debut de Weezer, Weezer (The Blue Album).
- La cançó 4 fou enregistrada el 2003 i fou candidata a formar part de Make Believe de Weezer.
- La cançons 5 i 15 foren enregistrades el 1995.
- La cançons 7 i 17 foren enregistrades entre 2006 i 2007, abans del llançament de Weezer (The Red Album) de Weezer. La 7 fou inclosa finalment a Raditude.
- La cançons 8−10 foren enregistrades per l'àlbum Songs from the Black Hole, el 1995.
- La cançó 12 fou enregistrada el 1997 i fou candidata a formar part de Weezer (The Green Album) de Weezer. Una nova versió fou cançó extra de Raditude.
- La cançó 13 fou escrita per Jermaine Dupri amb la col·laboració de Cuomo l'any 2008. Una versió va aparèixer a Raditude amb Lil Wayne.
- La cançó 14 fou enregistrada el 1992 i fou inclosa en la versió deluxe de Weezer (The Blue Album) de Weezer.
- La cançó 18 fou enregistrada el 1999.
- La cançó 19 fou composta el 1994 i enregistrada el 1997 per ser inclosa en un àlbum de Homie que mai va sortir a la llum.